# 27240 Robhall
27240 Robhall è un asteroide della fascia principale. Scoperto nel 1999, presenta un'orbita caratterizzata da un semiasse maggiore pari a 2,4228314 au e da un'eccentricità di 0,0827117, inclinata di 13,74540° rispetto all'eclittica.